# Éliette Abécassis

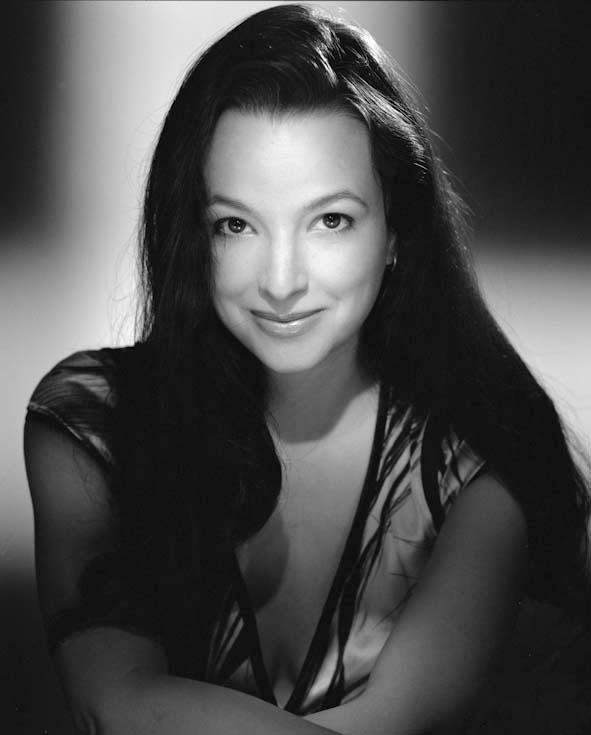
Éliette Abécassis en 2006

Éliette Abécassis (Estrasburgo, 27 de enero de 1969) es una escritora, ensayista y cineasta sefardí francesa de orígenes marroquíes.

## Biografía
Hija del historiador del pensamiento judío de origen marroquí sefardita Armand Abécassis, profesor de la Universidad de Burdeos, fue alumna de la École Normale Supérieure y enseñó filosofía en la Universidad de Caen en 1997, antes de dedicarse profesionalmente a la literatura. Está divorciada y es madre de dos hijos. 
Ha escrito principalmente novelas históricas; Qumran (1996), traducida a dieciocho lenguas; L'Or et la cendre (1997), historia de la misteriosa muerte de un teólogo berlinés; La Répudiée (2000), finalista del Gran Premio de novela de la Academia Francesa y propuesta para el premio Fémina; Le Trésor du temple (2001); Mon père (2002); Clandestin (2003), historia de un amor imposible; La dernière tribu (2004); Un heureux événement (2005, sobre la experiencia de la maternidad) y Sépharade, (2009), traducida al español con el título La novia sefardí en 2011, novela en que una judía sefardí intenta recobrar sus señas de identidad en Marruecos.
Como ensayista escribió sobre el origen del mal y el homicidio en Petite Métaphysique du meurtre (1998) y sobre las mujeres de hoy en día en Le Corset invisible (2007), con Caroline Bongrand. Su obra La Répudiée ha inspirado el film de Amos Gitaï Kadosh y ella misma ha dirigido el cortometraje La nuit de noces.

## Obra
- Qumran, 1996
- L'Or et la cendre, 1997
- Petite Métaphysique du meurtre, 1998
- La Répudiée, 2000
- Le Trésor du temple, 2001
- Mon père, 2002
- Clandestin, 2003
- La Dernière Tribu, 2004
- Un heureux événement, 2005
- Le Corset invisible, 2007 (con Caroline Bongrand)
- Le Livre des Passeurs, 2007 (con Armand Abécassis)
- Mère et fille, un roman, 2008
- Sépharade, 2009. Premio Alberto Benveniste 2010.
- Le Messager, 2009 (con Mark Crick)
- Une affaire conjugale, 2010.
- Et te voici permise à tout homme, 2011
- Le palimpseste d'Archimède, 2013
- Un secret du docteur Freud, 2014
- Alyah, 2015